# Coupe CECAFA des nations 2002
Navigation
Rwanda 2001 Soudan 2003
La Coupe CECAFA des nations 2002 est la vingt-sixième édition de la Coupe CECAFA des nations qui a eu lieu en Tanzanie du 30 novembre au 14 décembre 2002. Les nations membres de la CECAFA (Confédération d'Afrique centrale et de l'Est) sont invitées à participer à la compétition.
C'est le Kenya qui remporte la compétition en s'imposant en finale face au pays organisateur, la Tanzanie. Le Rwanda termine quant à lui troisième. C'est le cinquième titre de champion de la CECAFA pour la sélection ougandaise.
Le Soudan, suspendu lors de l'édition précédente, voit la sanction levée et est autorisé à participer.

## Équipes participantes
- Tanzanie - Organisateur
- Éthiopie - Tenant du titre
- Zanzibar
- Rwanda
- Ouganda
- Érythrée
- Soudan
- Burundi
- Somalie
- Kenya

## Compétition

### Premier tour

#### Groupe A
| Rang | Équipe   | Pts | J | G | N | P | Bp | Bc | Diff |  | Résultats (▼ dom., ► ext.) |  |     |     |     |     |
| ---- | -------- | --- | - | - | - | - | -- | -- | ---- |  | -------------------------- |  | --- | --- | --- | --- |
| 1    | Tanzanie | 8   | 4 | 2 | 2 | 0 | 5  | 2  | +3   |  | Tanzanie                   |  | 1-0 | 1-1 | 1-1 | 2-0 |
| 2    | Kenya    | 7   | 4 | 2 | 1 | 1 | 6  | 3  | +3   |  | Kenya                      |  |     | 4-1 | 1-0 | 1-1 |
| 3    | Érythrée | 5   | 4 | 1 | 2 | 1 | 5  | 7  | -2   |  | Érythrée                   |  |     |     | 2-1 | 1-1 |
| 4    | Soudan   | 4   | 4 | 1 | 1 | 2 | 4  | 5  | -1   |  | Soudan                     |  |     |     |     | 2-1 |
| 5    | Burundi  | 2   | 4 | 0 | 2 | 2 | 3  | 6  | -3   |  | Burundi                    |  |     |     |     |     |

#### Groupe B
| Rang | Équipe   | Pts | J | G | N | P | Bp | Bc | Diff |  | Résultats (▼ dom., ► ext.) |  |     |     |     |     |
| ---- | -------- | --- | - | - | - | - | -- | -- | ---- |  | -------------------------- |  | --- | --- | --- | --- |
| 1    | Ouganda  | 12  | 4 | 4 | 0 | 0 | 9  | 1  | +8   |  | Ouganda                    |  | 2-1 | 2-0 | 2-0 | 3-0 |
| 2    | Rwanda   | 9   | 4 | 3 | 0 | 1 | 4  | 2  | +2   |  | Rwanda                     |  |     | 1-0 | 1-0 | 1-0 |
| 3    | Zanzibar | 4   | 4 | 1 | 1 | 2 | 1  | 3  | -2   |  | Zanzibar                   |  |     |     | 1-0 | 0-0 |
| 4    | Somalie  | 3   | 4 | 1 | 0 | 3 | 1  | 4  | -3   |  | Somalie                    |  |     |     |     | 1-0 |
| 5    | Éthiopie | 1   | 4 | 0 | 1 | 3 | 0  | 5  | -5   |  | Éthiopie                   |  |     |     |     |     |

### Demi-finales
| 11 décembre 2002 | Tanzanie                                                      | 3 - 0 | Rwanda | Mwanza |
|                  | Abdul Mtiro 44e · Salvatory Edward 69e · Athumani Machupa 83e |       |        |        |

| 11 décembre 2002 | Ouganda   | 1 - 3 | Kenya                                             | Mwanza |  |
|                  | Obwin 33e |       | Anthony Mathenge 17e · Paul Oyuga 52e · Mambo 66e |        |  |

### Match pour la3eplace
| 14 décembre 2002 | Rwanda              | 2 - 1 | Ouganda  | Mwanza |  |
|                  | Sibomana · Baliwuza |       | Mulyanga |        |  |

### Finale
| 14 décembre 2002 | Kenya                                                   | 3 - 2 | Tanzanie                                       | Mwanza |  |
|                  | Paul Oyuga (en) 30e · John Baraza (en) 70e · Oliech 72e |       | Emmanuel Gabriel 28e · Mecky Mexime 59e (pen.) |        |  |

| Vainqueur Coupe CECAFA 2002 Kenya 5e titre |

## Sources et liens externes
- (en) Feuilles de matchs et infos sur RSSSF